# الک راس
الک راس (به انگلیسی: Alec Ross)(زادهٔ ۳۰ نوامبر ۱۹۷۱ میلادی) کارشناس سیاسی فناوری در ایالات متحده است که سمت مشاور ارشد نوآوری در دوره حضور هیلاری کلینتون در وزارت خارجه این کشور را بر عهده داشت. او کتاب صنایع آینده را نگاشته که تاکنون به ۱۵ زبان زنده دنیا ترجمه شده است.